# Ночник
Ночни́к — небольшой декоративный светильник, используемый для подсветки тёмных помещений или помещений, которые становятся тёмными время от времени (например, ночью), либо в качестве дежурного освещения в некоторых помещениях, такие как коридоры в квартирах и домах, есть даже модели для домашних туалетных комнат, подсвечивающие унитаз. Ночник облегчает ориентирование в помещении, предохраняя от травм; при этом он недостаточно ярок, чтобы беспокоить спящих в помещении людей.

## Использование и упоминания в культуре
Люди часто используют ночники ради ощущения защищённости, которое они дают, освещая помещение, ради предоставляемых ими удобств или при боязни темноты, особенно у маленьких детей. Ночники также удобны тем, что своим светом обозначают габариты комнаты без необходимости включать основное освещение, а также помогают не споткнуться, не упасть на лестнице, заметить домашнее животное или обозначить аварийный выход. Домовладельцы могут размещать ночники в ванных и кухнях, чтобы избежать включения основного света и облегчить адаптацию зрения к яркому свету.
Некоторые путешественники возят с собой ночники и включают их в месте временного проживания, чтобы избежать травм ночью в непривычной им обстановке. Геронтологи рекомендуют использование ночников престарелыми людьми для избежания травм и падений на лестницах.
Ночники достаточно дёшевы и выпускаются в различных дизайнах, от супергероев до минималистичных светящихся дисков.